# Natalia Vorobieva
Natalia Vitalyevna Vorobieva (em russo:  Наталья Витальевна Воробьёва; Tulun, 27 de maio de 1991) é uma lutadora de estilo-livre russa, campeã olímpica.

## Carreira
Em Londres 2012, Vorobieva conquistou a medalha de ouro na categoria até 72 kg. Competiu na Rio 2016, na qual conquistou a medalha de prata, na categoria até 69 kg.